# Acropteris septentrionalis
Acropteris septentrionalis là một loài thực vật có mạch trong họ Aspleniaceae. Loài này được (L.) Link miêu tả khoa học đầu tiên năm 1833.